# Eemsmond
Eemsmond est une ancienne commune littorale de la province de Groningue aux Pays-Bas. Elle a 16 744 habitants (2006) sur une superficie d'environ 190 km². Les îles de Rottumerplaat, de Rottumeroog et de Zuiderduintjes font partie du territoire de la commune d'Eemsmond.
La commune actuelle existe depuis 1990, par la fusion des communes de Warffum, Kantens, Hefshuizen et Usquert. Elle adopte son nom actuel en 1992.
La ville compte cinq gares : Warffum, Usquert, Uithuizen, Uithuizermeeden et Roodeschool, cette dernière étant située la plus au nord. Toutes les gares ont deux trains par heure pour Groningue.
Eemsmond est également un port maritime, construit dans les années 1970. Le projet n'a pas eu beaucoup de succès jusque dans les années 2000, mais plusieurs entreprises commencent à envisager de s'y implanter.